# Mia X

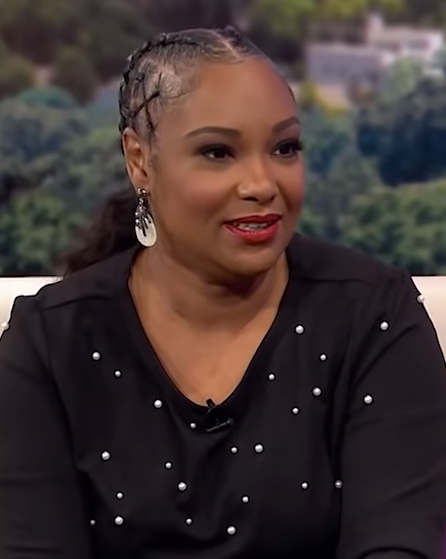
Mia X (2019)

Mia X (* 9. Januar 1971 in New Orleans, bürgerlicher Name Mia Young) ist eine amerikanische Rapperin, die in der zweiten Hälfte der 1990er Jahre erfolgreich war.

## Karriere
Mia X entdeckte den Hip-Hop im Jahr 1979 für sich und begann 1984 mit dem Rappen. Im Jahr 1994 wurde sie von Master P entdeckt, der ihr Debütalbum Good Girl Gone Bad produzierte, das im November 1995 über No Limit/Priority erschien. Das zweite Album, Unlady Like, erklomm 1997 Platz 21 der Billboard 200, der Nachfolger Mama Drama aus dem Jahr 1998 gar Platz 7. Ihre Single Whatcha Wanna Do? schaffte Platz 41 der Billboard Hot 100.

## Diskografie (Auswahl)

### Alben
- 1995: Good Girl Gone Bad
- 1997: Unlady Like
- 1998: Mama Drama

### Singles
- 1993: Da Payback
- 1995: Wanna Be Wit You
- 1996: Payback 2
- 1997: The Party Don't Stop (feat. Master P & Foxy Brown)
- 1998: Imma Shine
- 1998: Whatcha Wanna Do? (feat. Charlie Wilson)